# Cedusa vidola
Cedusa vidola är en insektsart som beskrevs av Kramer 1986. Cedusa vidola ingår i släktet Cedusa och familjen Derbidae. Inga underarter finns listade i Catalogue of Life.